# Агуан
Агуа́н — река на севере Гондураса. Берёт начало в департаменте Йоро западнее Сан-Лоренцо и, протекая в восточном направлении через департамент Колон, впадает в Карибское море у города Санта-Роса-де-Агуан. Общая протяжённость реки составляет около 395 километров. Имеет несколько притоков.
Земли, находящиеся в долине реки, используются в основном в сельском хозяйстве. В верхнем и среднем течении выращивают кукурузу, бобы и овощи. В нижнем — платан, масличную пальму, рис и цитрусовые.
Нередко случаются наводнения и ураганы. В 1974 году произошли крупные наводнения, вызванные ураганом Фифи. В 1998 году ураган Митч снова вызвал наводнения. Все мосты были разрушены, погибло более тысячи человек, Санта-Роса-де-Агуан был полностью затоплен.
В ноябре 2014 года река приобрела печальную известность после того, как на берегу Агуан были найдены обезображенные тела «Мисс Гондурас-2014» Марии Хосе Альварадо (Maria Jose Alvarado) и её старшей сестры, которые были цинично расстреляны за неделю до этого бойфрендом последней.